# Gustav Holst
Gustav Holst (nacido Gustavus Theodore von Holst; Cheltenham, Gloucestershire, 21 de septiembre de 1874-Londres, 25 de mayo de 1934) fue un compositor, arreglista y profesor británico. Es principalmente conocido por su suite orquestal Los planetas, pues aunque compuso muchas otras obras en una variedad de géneros, ninguna logró un éxito comparable. Su estilo compositivo distintivo fue el producto de muchas influencias, siendo Richard Wagner y Richard Strauss las más cruciales al principio de su desarrollo. La inspiración posterior del resurgimiento de la canción popular inglesa de principios del siglo XX y el ejemplo de compositores modernos emergentes como Maurice Ravel llevaron a Holst a desarrollar y refinar un estilo individual.
Hubo músicos profesionales en las tres generaciones anteriores de la familia de Holst, y estaba claro desde sus primeros años que seguiría la misma vocación. Aunque tenía la esperanza de convertirse en pianista, se lo impidió una neuritis en el brazo derecho. A pesar de las reservas de su padre, siguió una carrera como compositor, para lo que comenzó a estudiar en el Royal College of Music con Charles Villiers Stanford. Incapaz de mantenerse a sí mismo con sus composiciones, tocó el trombón profesionalmente, y luego se convirtió en profesor, uno excelente, según su colega Ralph Vaughan Williams. Entre otras actividades docentes, estableció una fuerte tradición de actuación en Morley College, donde ejerció como director musical desde 1907 hasta 1924, y fue pionero en la educación musical para mujeres en St Paul's Girls' School, donde enseñó desde 1905 hasta su muerte en 1934. Fue además el fundador de una serie de festivales de música de Pentecostés, que se desarrollaron a partir de 1916 durante el resto de su vida.
Las obras de Holst se interpretaron con frecuencia en los primeros años del siglo XX, pero no fue hasta el éxito internacional de Los planetas en los años inmediatamente posteriores a la Primera Guerra Mundial cuando se convirtió en una figura conocida. Hombre tímido, no agradeció esta fama, y prefirió que lo dejaran en paz para componer y enseñar. En sus últimos años, su estilo de composición personal e intransigente sorprendió a muchos amantes de la música por considerarlo demasiado austero, y su breve popularidad decayó. Sin embargo, fue una influencia importante en varios compositores ingleses más jóvenes, incluidos Edmund Rubbra, Michael Tippett y Benjamin Britten. Aparte de Los planetas y otras pocas obras, su música cayó de forma general en el olvido hasta la década de 1980, cuando se realizaron grabaciones de gran parte de su producción musical.

## Biografía

### Antecedentes familiares

Árbol genealógico simplificado de Holst.

Gustavus Theodore von Holst nació en Cheltenham (Gloucestershire) y fue el mayor de los dos hijos de Adolph von Holst, un músico profesional, y su esposa, Clara Cox, de soltera Lediard. Ella era de ascendencia mayoritariamente británica, hija de un respetado abogado de Cirencester; el lado Holst de la familia era de ascendencia mixta sueca, letona y alemana, con al menos un músico profesional en cada una de las tres generaciones anteriores.
Uno de sus bisabuelos, Matthias Holst, nacido en Riga (Imperio Ruso, actual Letonia), era de origen alemán. Se desempeñó como compositor y profesor de arpa en la Corte Imperial Rusa en San Petersburgo. El hijo de Matthias, Gustavus, que se mudó a Inglaterra con sus padres cuando era niño en 1802, era un compositor de música de salón y un conocido profesor de arpa. Se apropió del prefijo aristocrático «von» y lo agregó al apellido con la esperanza de ganar mayor prestigio y atraer alumnos.
El padre de Gustav, Adolph von Holst, se convirtió en organista y director de coro en la Iglesia de Todos los Santos de Cheltenham; también enseñó y dio recitales de piano. Su esposa, Clara, exalumna, era una talentosa cantante y pianista. Tuvieron dos hijos; el hermano menor de Gustav, Emil Gottfried, se hizo conocido como Ernest Cossart, un actor de éxito en el West End, Nueva York y Hollywood. Clara murió en febrero de 1882 y la familia se mudó a otra casa en Cheltenham, donde Adolph reclutó a su hermana Nina para ayudar a criar a los niños. Gustav reconoció su devoción por la familia y le dedicó varias de sus primeras composiciones. En 1885 Adolph se casó con Mary Thorley Stone, otra de sus alumnas. Tuvieron dos hijos, Matthias (conocido como «Max») y Evelyn («Thorley»). Mary von Holst estaba absorta en la teosofía y no estaba muy interesada en los asuntos domésticos. Los cuatro hijos de Adolph estaban sujetos a lo que un biógrafo llamó «descuido benigno», y Gustav en particular «no estaba sobrecargado de atención o comprensión, con una vista débil y un pecho débil, ambos descuidados; era "miserable y asustado"».

### Infancia y juventud

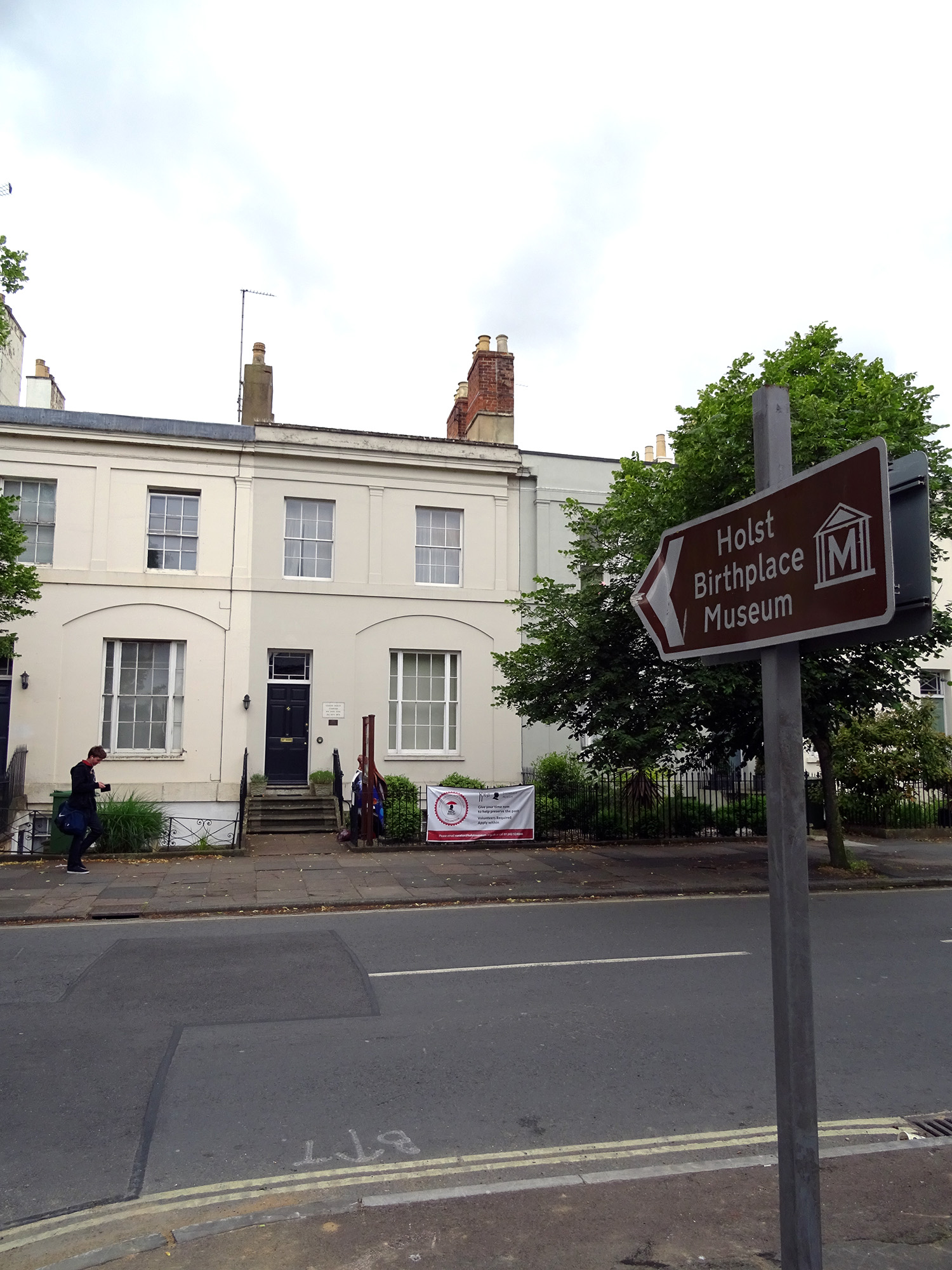
Casa natal de Holst en 4 Clarence Road de Cheltenham, convertida en museo.

Holst aprendió a tocar el piano y el violín; disfrutaba de lo primero, pero odiaba lo segundo. A la edad de doce años empezó con el trombón por sugerencia de Adolph, pensando que tocar un instrumento de viento metal podría mejorar su asma. Fue educado en Cheltenham Grammar School entre 1886 y 1891. Comenzó a componer alrededor de 1886; inspirado por el poema Horatius de Thomas Macaulay, comenzó una ambiciosa ambientación de la obra para coro y orquesta, pero pronto la abandonó. Sus primeras composiciones incluyeron piezas para piano, voluntarias para órgano, canciones, himnos y una sinfonía (de 1892). Sus principales influencias en esta etapa fueron Felix Mendelssohn, Frédéric Chopin, Edvard Grieg y sobre todo Arthur Sullivan.
Adolph trató de alejar a su hijo de la composición, con la esperanza de que tuviera una carrera como pianista. Holst era hipersensible y triste. Sus ojos eran débiles, pero nadie se dio cuenta de que necesitaba usar anteojos. La salud de Holst jugó un papel decisivo en su futuro musical; nunca había sido fuerte y además del asma y la mala vista sufría de neuritis, lo que le dificultaba tocar el piano. Dijo que el brazo afectado era «como una gelatina sobrecargada de electricidad».
Después de que Gustav dejara la escuela en 1891, Adolph pagó para que pasara cuatro meses en Oxford estudiando contrapunto con George Frederick Sims, organista de Merton College. A su regreso, obtuvo su primer nombramiento profesional, a los diecisiete años, como organista y director de coro en Wyck Rissington (Gloucestershire). El cargo trajo consigo la dirección de la Bourton-on-the-Water Choral Society, que no ofreció remuneración adicional, pero le brindó una valiosa experiencia que le permitió perfeccionar sus habilidades de dirección. En noviembre de 1891, dio lo que quizás fue su primera actuación pública como pianista; él y su padre tocaron las Danzas húngaras de Johannes Brahms en un concierto en Cheltenham. El programa del evento da su nombre como «Gustav» en lugar de «Gustavus»; se le llamaba por la versión más corta desde sus primeros años.

### Royal College of Music
En 1892, Holst escribió la música para una opereta al estilo de Gilbert y Sullivan, Lansdown Castle o The Sorcerer of Tewkesbury. La pieza fue interpretada en Cheltenham Corn Exchange en febrero de 1893; fue bien recibida y su éxito lo animó a perseverar en la composición. Solicitó una beca en el Royal College of Music (RCM) de Londres, pero la beca de composición de ese año la ganó Samuel Coleridge-Taylor. Holst fue aceptado como estudiante sin beca y Adolph pidió prestadas cien libras esterlinas para cubrir los gastos del primer año. Se fue de Cheltenham a Londres en mayo de 1893. El dinero escaseaba y, en parte por frugalidad y en parte por su propia inclinación, se convirtió en vegetariano y abstemio. Dos años más tarde, finalmente obtuvo una beca, lo que alivió un poco sus dificultades económicas, pero mantuvo su austero régimen personal.
Los profesores de Holst en el RCM fueron Frederick Sharpe (piano), William Stephenson Hoyte (órgano), George Case (trombón), Georges Jacobi (instrumentación) y el director de la escuela, Hubert Parry (historia). Después de lecciones preliminares con William Smith Rockstro y Frederick Bridge, a Holst se le concedió su deseo de estudiar composición con Charles Villiers Stanford.
Para mantenerse durante sus estudios, tocaba el trombón profesionalmente, en los balnearios en verano y en los teatros de Londres en invierno. Su hija y biógrafa, Imogen, registra que de sus honorarios como intérprete «pudo pagar las necesidades de la vida: comida y alojamiento, papel manuscrito y entradas para estar de pie en la Covent Garden Opera House en las tardes de Wagner». Consiguió un compromiso ocasional en conciertos sinfónicos, al tocar en 1897 bajo la batuta de Richard Strauss en el Queen's Hall.
Como a muchos músicos de su generación, lo atrajo la obra de Richard Wagner. Había rechazado la música de El ocaso de los dioses cuando la escuchó en Covent Garden en 1892, pero alentado por su amigo y compañero de estudios Fritz Hart, perseveró y rápidamente se convirtió en un wagneriano apasionado. Wagner suplantó a Sullivan como la principal influencia en su música y durante algún tiempo, como dijo Imogen, «mechones mal asimilados de Tristán se insertaron en casi todas las páginas de sus propias canciones y propuestas». Stanford admiraba algunas de las obras de Wagner y en sus primeros años había sido influenciado por él, pero las composiciones subwagnerianas de Holst se encontraron con su desaprobación: «No servirá, muchacho; no servirá». Holst respetaba a Stanford, describiéndolo a un compañero de estudios, Herbert Howells, como «el único hombre que podía sacar a cualquiera de nosotros de un lío técnico», pero descubrió que sus compañeros de estudios, en lugar de los miembros del profesorado, fueron los que más influyeron en su desarrollo.
En 1895, poco después de celebrar su vigesimoprimer cumpleaños, Holst conoció a Ralph Vaughan Williams, quien se convirtió en un amigo para toda la vida y tuvo más influencia en su música que cualquier otra persona. Stanford enfatizó la necesidad de que sus estudiantes fueran autocríticos, pero Holst y Vaughan Williams se convirtieron en los principales críticos del otro; cada uno tocaría su última composición para el otro mientras aún trabajaba en ella. Vaughan Williams observó más tarde: «Lo que uno realmente aprende de una academia o colegio no es tanto de los maestros oficiales de uno como de sus compañeros de estudios... [discutimos] todos los temas bajo el sol desde la nota más baja del fagot doble hasta la filosofía de Judas el Oscuro». En 1949 escribió sobre su relación: «Holst declaró que su música estaba influenciada por la de su amigo: lo contrario es ciertamente verdad».
El año 1895 fue también el bicentenario de Henry Purcell, y estuvo marcado por varias representaciones, entre ellas la dirección de Stanford de Dido y Eneas en el Lyceum Theatre; la obra impresionó profundamente a Holst, quien más de veinte años después le confesó a un amigo que su búsqueda de «el (o un) idioma musical de la lengua inglesa» se había inspirado «inconscientemente» al «escuchar los recitados en Dido de Purcell».
Otra influencia temprana fue William Morris. En palabras de Vaughan Williams, «fue entonces cuando Holst descubrió el sentimiento de unidad con sus semejantes que lo convirtió después en un gran maestro. Un sentido de camaradería en lugar de convicción política lo llevó, cuando aún era estudiante, a unirse a la Liga Socialista que se reunió en Kelmscott House en Hammersmith». En Kelmscott House, la casa de Morris, Holst asistió a conferencias de su anfitrión y de George Bernard Shaw. Su propio socialismo era de carácter moderado, pero disfrutaba del club por su buena compañía y su admiración por Morris como hombre. Sus ideales fueron influenciados por los de Morris, pero tenían un énfasis diferente. Morris había escrito: «No quiero el arte para unos pocos, ni la educación para unos pocos, ni la libertad para unos pocos. Quiero que todas las personas sean educadas de acuerdo con su capacidad, no de acuerdo con la cantidad de dinero que sus padres puedan tener». Holst dijo: «"Aristocracia en el arte": el arte no es para todos, sino sólo para unos pocos elegidos, pero la única forma de encontrar a esos pocos es llevar el arte a todos, entonces los artistas tienen una especie de señal masónica con la que se reconocen entre la multitud». Fue invitado a dirigir el Hammersmith Socialist Choir, enseñándoles madrigales de Thomas Morley, coros de Purcell y obras de Mozart, Wagner y suyas propias. Una de sus coristas fue (Emily) Isobel Harrison (1876-1969), una bella soprano dos años menor que él, de la cual se enamoró. A ella, al principio, no la impresionó, pero terminó convenciéndose y se comprometieron, aunque sin perspectivas inmediatas de matrimonio dados los escasos ingresos de Holst.

### Músico profesional
En 1898, el RCM le ofreció a Holst una beca de un año más, pero creyó que había aprendido todo lo que podía allí y que era hora, como él dijo, de «aprender haciendo». Algunas de sus composiciones fueron publicadas e interpretadas; el año anterior The Times había elogiado su canción «Light Leaves Whisper», «una composición moderadamente elaborada en seis partes, tratada con mucha expresión y sentimiento poético».
A pesar de los éxitos ocasionales, descubrió que «el hombre no puede vivir sólo de la composición»; ocupó puestos como organista en varias iglesias de Londres y continuó tocando el trombón en orquestas de teatro. En 1898 fue nombrado primer trombonista y répétiteur de la Carl Rosa Opera Company y estuvo de gira con la Royal Scottish National Orchestra. Aunque más competente que virtuoso, se ganó los elogios del director de orquesta Hans Richter, para quien tocó en Covent Garden. Su salario era apenas suficiente para vivir y lo complementó tocando en una orquesta popular llamada White Viennese Band, dirigida por Stanislas Wurm.
Holst disfrutó interpretando para Wurm y aprendió mucho de él sobre el rubato de los intérpretes. Sin embargo, deseando dedicar su tiempo a la composición, descubrió que la necesidad de tocar para la orquesta de Wurm o cualquier otra orquesta ligera era «una pérdida de tiempo perversa y repugnante». Vaughan Williams no estuvo del todo de acuerdo con su amigo en esto; admitió que parte de la música era «basura», pero pensó que, no obstante, había sido útil para Holst: «Para empezar, lo peor que tiene que soportar un trombonista es nada comparado con lo que tiene que soportar un organista de iglesia; y en segundo lugar, Holst es sobre todo un compositor orquestal, y ese toque seguro que distingue su escritura orquestal se debe en gran parte al hecho de que ha sido un ejecutante de orquesta; ha aprendido su arte, tanto técnica como sustancialmente, no de segunda mano de libros de texto y modelos, sino de la experiencia real en vivo».
Con un ingreso modesto asegurado, Holst pudo casarse con Isobel; la ceremonia fue en la oficina de registro de Fulham el 22 de junio de 1901. Su matrimonio duró hasta su muerte; hubo una niña, Imogen, nacida en 1907. En 1902, Dan Godfrey y la Bournemouth Municipal Orchestra estrenaron la sinfonía de Holst The Cotswolds (op. 8), cuyo movimiento lento es un lamento por William Morris, quien había muerto en octubre de 1896, tres años antes de que Holst comenzara a trabajar en la pieza. En 1903 murió Adolph von Holst, dejando un pequeño legado. Gustav y su esposa decidieron, como dijo Imogen más tarde, que «como siempre estaban en apuros, lo único que podían hacer era gastarlo todo de una vez en unas vacaciones en Alemania».

### Compositor y profesor

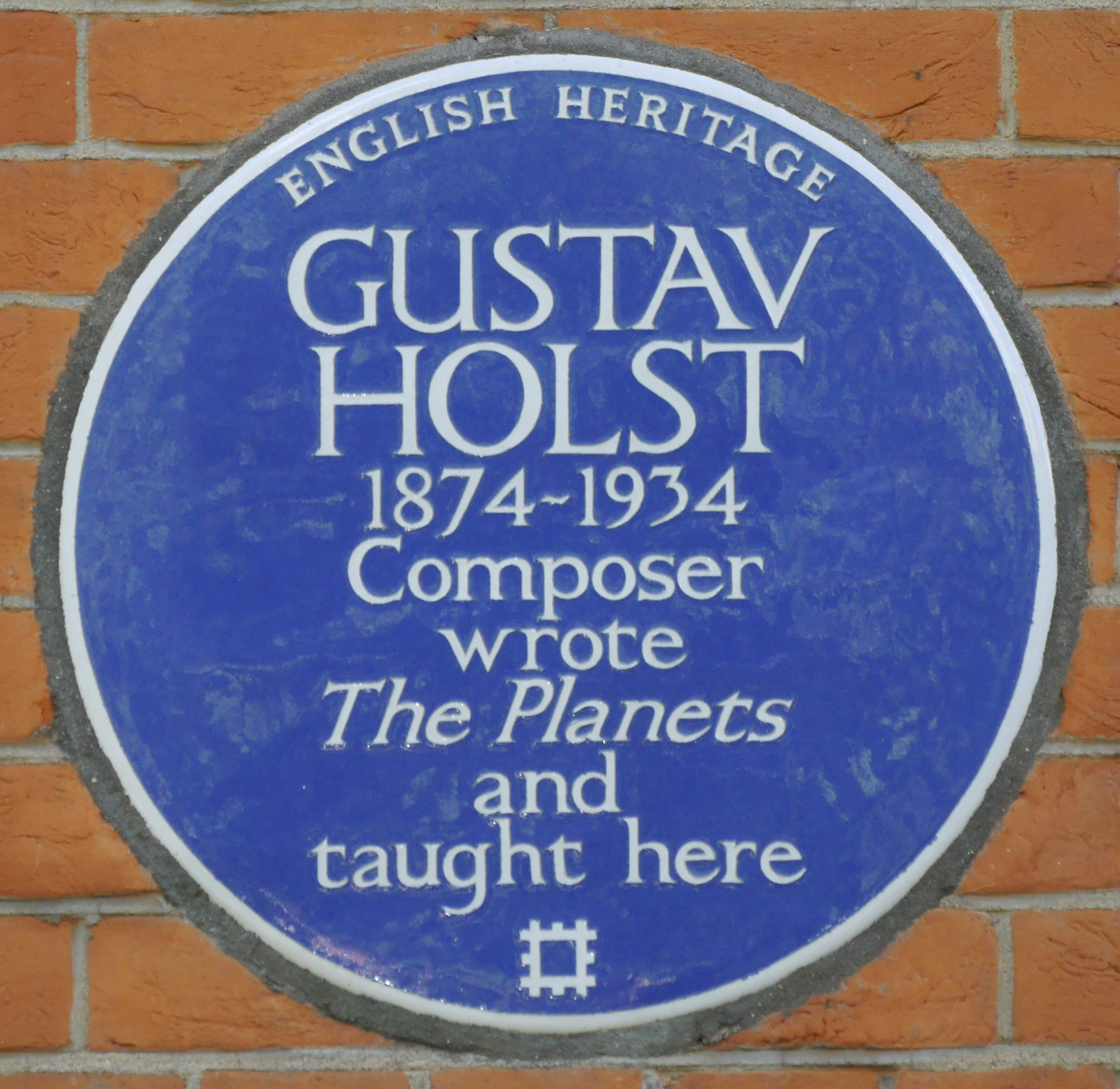
Placa azul en St Paul's Girls' School (Londres).

Mientras estaba en Alemania, Holst revaluó su vida profesional y en 1903 decidió abandonar la interpretación orquestal para concentrarse en la composición. Sus ingresos como compositor eran demasiado bajos para vivir y dos años más tarde aceptó la oferta de un puesto de profesor en la James Allen's Girls' School (Dulwich), que ocupó hasta 1921. También enseñó en Passmore Edwards Settlement, donde entre otras novedades estrenó en Gran Bretaña dos cantatas de Johann Sebastian Bach. Los dos puestos docentes por los que probablemente es más conocido fueron el de director de música en St Paul's Girls' School (Hammersmith), desde 1905 hasta su muerte, y en Morley College de 1907 a 1924.
Vaughan Williams escribió sobre el primer emplazamiento: «Aquí eliminó el sentimentalismo infantil que se suponía que las colegialas apreciaban y lo sustituyó por Bach y Vittoria; un contexto espléndido para mentes inmaduras». Varias de las alumnas de Holst en St Paul's tuvieron carreras distinguidas, incluida la soprano Joan Cross y la oboísta e intérprete de corno inglés Helen Gaskell.
Sobre el impacto de Holst en Morley College, Vaughan Williams escribió: «[Una] mala tradición tuvo que romperse. Los resultados fueron al principio desalentadores, pero pronto apareció un nuevo espíritu y la música de Morley College, junto con su rama "Festival de Pentecostés"... se convirtió en una fuerza a tener en cuenta». Antes del nombramiento de Holst, Morley College no había tratado la música muy en serio (la «mala tradición» de Vaughan Williams) y al principio sus exigentes demandas ahuyentaron a muchos estudiantes. Perseveró y gradualmente formó una clase de dedicados amantes de la música.
Según el compositor Edmund Rubbra, que estudió con él a principios de la década de 1920, Holst era «un maestro que a menudo llegaba a las lecciones con peso, no con el aprendizaje de Prout y Stainer, sino con una partitura en miniatura de Petrushka o la entonces recientemente publicada Misa en sol menor de Vaughan Williams. Nunca buscó imponer sus propias ideas a sus alumnos de composición. Rubbra recordó que adivinaba las dificultades de un estudiante y lo guiaba gentilmente para que encontrara la solución por sí mismo. «No recuerdo que Holst añadiera una sola nota propia a nada de lo que escribí, pero sugeriría (¡si yo estaba de acuerdo!) que, dada tal y tal frase, la siguiente sería mejor si tomara tal y tal otra; si no lo viera, no insistiría en el punto ... Con frecuencia quitaba [debido a] su aborrecimiento por lo no esencial».
Como compositor, se inspiró a menudo en la literatura. Arregló la poesía de Thomas Hardy y Robert Bridges y, una influencia particular, Walt Whitman, cuyos textos usó en «Dirge for Two Veterans» y The Mystic Trumpeter (1904). Escribió una orquestal Walt Whitman Overture en 1899. Mientras estaba de gira con la compañía de Carl Rosa, Holst había leído algunos de los libros de Max Müller, lo que le inspiró un gran interés por los textos sánscritos, en particular los himnos del Rigveda. Encontró las versiones en inglés existentes de los textos poco convincentes y decidió hacer sus propias traducciones, a pesar de su falta de habilidades como lingüista. Se matriculó en 1909 en el University College de Londres para estudiar el idioma.
Imogen comentó sobre sus traducciones: «Él no era un poeta y hay ocasiones en que sus versos parecen ingenuos. Pero nunca suenan vagos o descuidados, porque se había propuesto la tarea de encontrar palabras que fueran "claras y dignas" y que "llevaría al oyente a otro mundo"». Sus arreglos de traducciones de textos sánscritos incluyeron Sita (1899-1906), una ópera en tres actos basada en un episodio del Ramayana (en la que finalmente participó en una competición de ópera inglesa organizada por el editor de música de Milán Tito Ricordi); Savitri (1908), una ópera de cámara basada en un cuento del Mahabharata; cuatro grupos de Hymns from the Rig Veda (1908-1914); y dos textos originalmente de Kalidasa: Two Eastern Pictures (1909-1910) y The Cloud Messenger (1913).
Hacia finales del siglo XIX, los círculos musicales británicos habían experimentado un nuevo interés por la música folclórica nacional. Algunos compositores, como Sullivan y Edward Elgar, permanecieron indiferentes, pero Parry, Stanford, Stainer y Alexander Mackenzie fueron miembros fundadores de la Folk-Song Society. Parry consideraba que al recuperar la canción popular inglesa, los compositores ingleses encontrarían una auténtica voz nacional; comentó, «en las verdaderas canciones populares no hay farsa, ni brillo disfrazado, ni vulgaridad». Vaughan Williams fue uno de los primeros y entusiastas conversos a esta causa y recorrió la campiña inglesa recopilando y anotando canciones populares. Estos tuvieron una influencia en Holst. Aunque no era tan apasionado por el tema como su amigo, incorporó una serie de melodías folclóricas en sus propias composiciones e hizo varios arreglos de canciones folclóricas recopiladas por otros. The Somerset Rhapsody (1906-1907), la escribió por sugerencia del coleccionista de canciones populares Cecil Sharp e hizo uso de melodías que Sharp había anotado. Holst describió su actuación en el Queen's Hall en 1910 como «mi primer éxito real». Unos años más tarde, se entusiasmó con otro renacimiento musical: el redescubrimiento de los compositores de madrigales ingleses. Thomas Weelkes era su favorito de todos los compositores de la época de los Tudor, pero Byrd también significó mucho para él.
Holst era un gran excursionista. Caminó extensamente por Inglaterra, Italia, Francia y Argelia. En 1908 viajó a este último país por indicación médica como tratamiento del asma y la depresión que sufría después de que su ópera Sita no consiguiera el premio Ricordi. Este viaje inspiró la suite Beni Mora, que incorporó música que escuchaba en las calles del país. Vaughan Williams escribió sobre esta obra exótica, «si se hubiera tocado en París en lugar de en Londres, le habría dado a su compositor una reputación europea, y tocada en Italia probablemente habría causado un motín».

### Preguerra

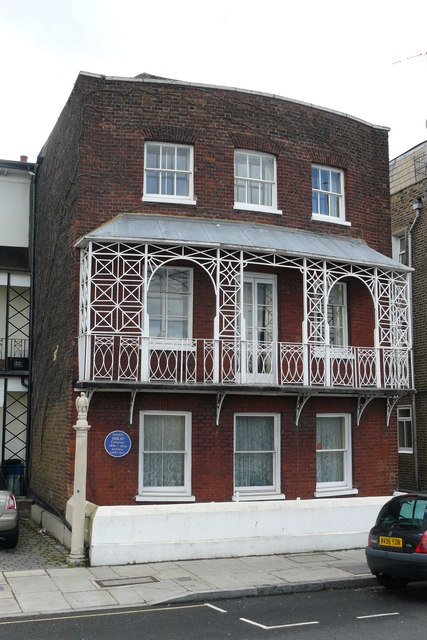
La casa en Barnes donde vivió Holst entre 1908 y 1913. En la fachada hay una placa azul conmemorativa.

En junio de 1911, Holst y sus estudiantes del Morley College ofrecieron la primera representación desde el siglo XVII de La reina de las hadas de Purcell. La partitura completa se había perdido poco después de la muerte del compositor en 1695 y sólo recientemente se había encontrado. Veintiocho estudiantes de Morley copiaron las partes vocales y orquestales completas. Había 1500 páginas de música y los estudiantes tardaron casi dieciocho meses en copiarlas en su tiempo libre. Se ofreció un concierto de la obra en The Old Vic, precedido por una charla introductoria de Vaughan Williams. The Times elogió a Holst y su elenco por «una interpretación muy interesante y artística de esta obra tan importante».
Tras este éxito, Holst se vio defraudado al año siguiente por la tibia recepción de su obra coral The Cloud Messenger. Volvió a viajar, aceptando una invitación de H. Balfour Gardiner para reunirse con él y los hermanos Clifford y Arnold Bax en España. Durante estas vacaciones, Clifford Bax introdujo a Holst en la astrología, un interés que más tarde inspiró su suite Los planetas. Holst echó los horóscopos de sus amigos durante el resto de su vida y se refirió a la astrología como su «vicio favorito».
En 1913, St Paul's Girls' School abrió una nueva ala de música y Holst compuso St Paul's Suite para la ocasión. El nuevo edificio contenía una habitación insonorizada, magníficamente equipada, donde podía trabajar sin ser molestado. Holst y su familia se mudaron a una casa en Brook Green, muy cerca de la escuela. Durante los seis años anteriores habían vivido en una bonita casa con vistas al Támesis en Barnes, pero el aire del río, frecuentemente brumoso, le afectaba la respiración. Holst y su esposa compraron una cabaña en Thaxted (Essex), rodeada de edificios medievales y amplias oportunidades para pasear, para su uso los fines de semana y durante las vacaciones escolares. En 1917 se mudaron a una casa en el centro del pueblo, donde permanecieron hasta 1925.

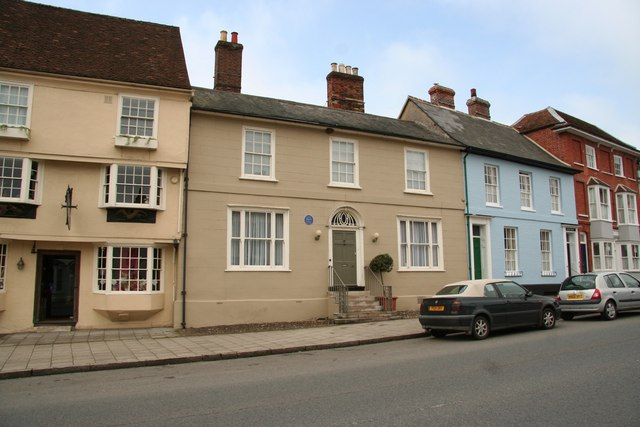
The Manse en Thaxted, donde Holst vivió de 1917 a 1925.

En Thaxted, se hizo amigo del reverendo Conrad Noel, conocido como el «Vicario rojo», que apoyaba al Partido Laborista Independiente y defendía muchas causas impopulares entre la opinión conservadora. Noel también alentó el renacimiento de los bailes folclóricos y las procesiones como parte de las ceremonias de la iglesia, innovaciones que causaron controversia entre los feligreses de mentalidad tradicional. Holst se convirtió en organista y director de coro ocasional en la iglesia parroquial de la localidad, además de desarrollar un interés por tocar las campanas. Asimismo, comenzó un festival de música anual en Pentecostés en 1916, en el que estudiantes de Morley College y St Paul's Girls' School actuaron junto con participantes locales.
El carol a cappela de Holst, «This Have I Done For My True Love», se lo dedicó a Noel en reconocimiento a su interés en los antiguos orígenes de la religión (el compositor siempre se refirió a la obra como «The Dancing Day»). Esta recibió su primera presentación durante el Tercer Festival de Pentecostés en Thaxted en mayo de 1918. Durante dicho festival, Noel, quien se convertiría en un firme partidario de la Revolución de Octubre en Rusia, exigió en un mensaje del sábado durante el servicio que debería haber una mayor compromiso político de quienes participaron en las actividades de la iglesia; ofendió con su afirmación de que varias de las alumnas de Holst (implícitamente las de St Paul's Girls' School) eran simplemente «seguidoras del campamento». Holst, inquieto por proteger a sus alumnos de verse envueltos en conflictos eclesiásticos, trasladó el Festival de Pentecostés a Dulwich, aunque él mismo continuó ayudando con el coro de Thaxted y tocando el órgano de la iglesia en ocasiones.

### Primera Guerra Mundial

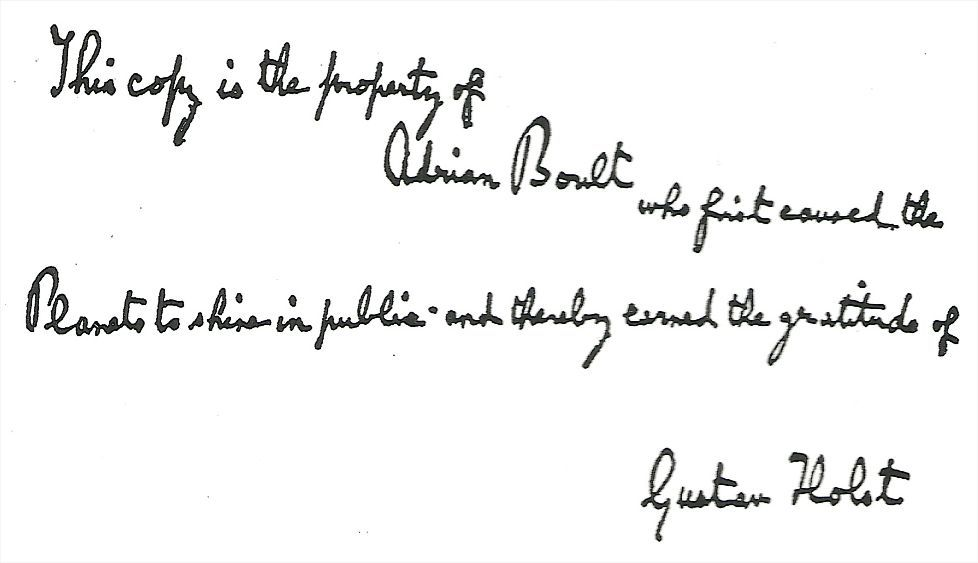
Inscripción de Holst en la copia de la partitura de Boult: «Esta copia es propiedad de Adrian Boult, quien primero hizo que Los planetas brillaran en público y, por lo tanto, ganó la gratitud de Gustav Holst».

Al estallar la Primera Guerra Mundial, Holst intentó alistarse, pero fue rechazado por no ser apto para el servicio militar, y se sintió frustrado por no poder contribuir al esfuerzo bélico. Su esposa se convirtió en conductora voluntaria de ambulancias; Vaughan Williams se puso en servicio activo en Francia, al igual que el hermano de Holst, Emil; los amigos de Holst, los compositores George Butterworth y Cecil Coles, murieron en batalla. Él, por su parte, continuó enseñando y componiendo; trabajó en Los planetas y preparó su ópera de cámara Savitri para su interpretación, la cual fue presentada por primera vez en diciembre de 1916 por estudiantes de la London School of Opera en el Wellington Hall en St John's Wood. En ese momento no atrajo la atención de los principales periódicos, aunque cuando se presentó profesionalmente cinco años después, fue recibida como «una pequeña obra maestra perfecta». En 1917 escribió The Hymn of Jesus para coro y orquesta, obra que permaneció inédita hasta después de la guerra.

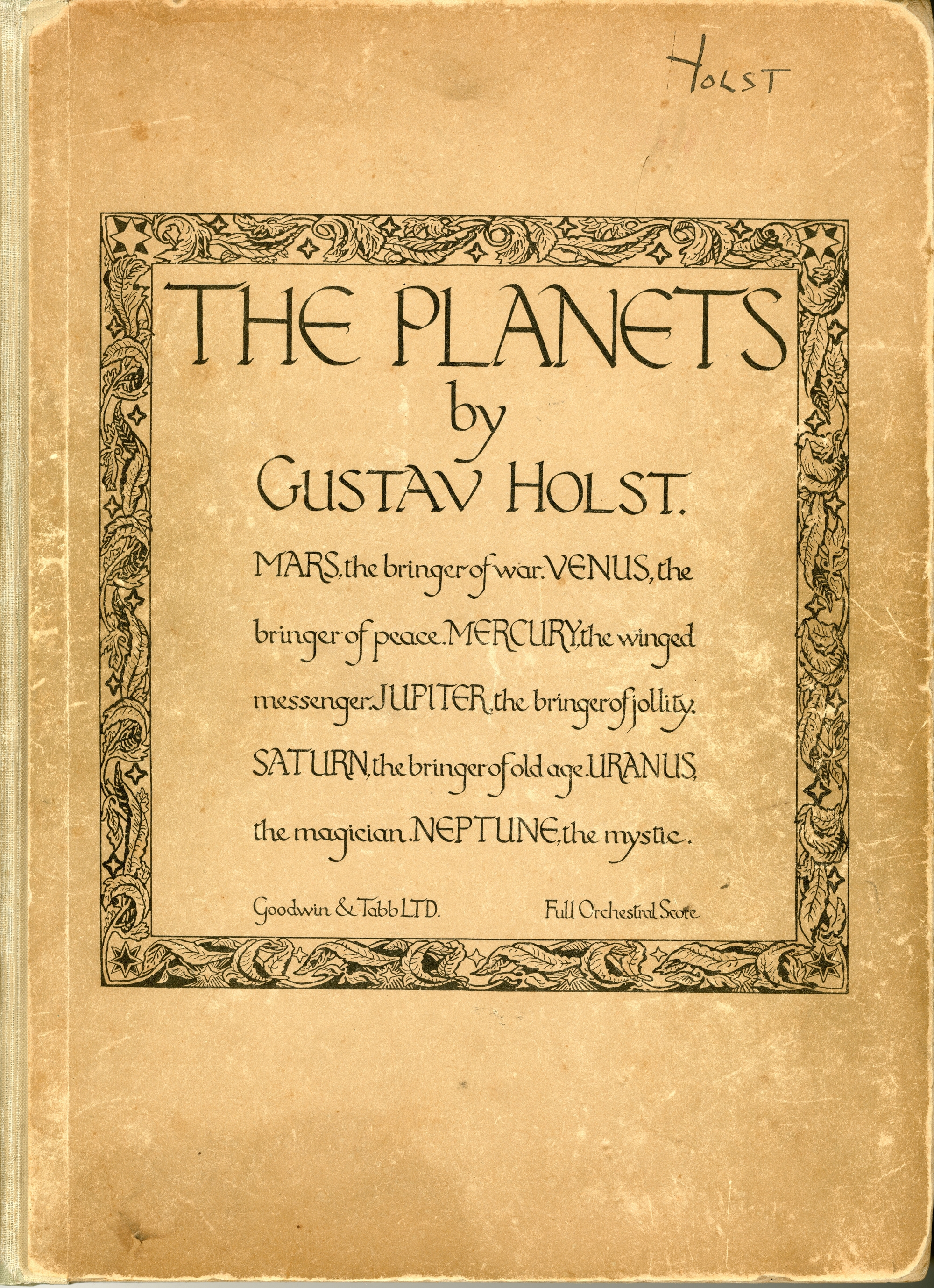
Portada de la edición de 1921 de Los planetas.

En 1918, cuando la guerra se acercaba a su fin, finalmente tuvo la perspectiva de un trabajo que le ofrecía la oportunidad de servir: la sección de música del departamento de educación de la Asociación Cristiana de Jóvenes (YMCA) necesitaba voluntarios para trabajar con las tropas británicas destinadas en Europa en espera de la desmovilización. Morley College y St Paul's Girls' School le ofrecieron un permiso de ausencia de un año, pero quedaba un obstáculo, puesto que la YMCA creía que su apellido parecía demasiado alemán para ser aceptable en ese papel. Cambió formalmente «von Holst» a «Holst» por escritura pública en septiembre de 1918. Fue designado organizador musical de la YMCA para Oriente Próximo, con sede en Salónica.
Holst recibió una despedida espectacular. El director de orquesta Adrian Boult recordó: «Justo antes del Armisticio, Gustav Holst irrumpió en mi oficina: "Adrian, la YMCA me enviará a Salónica muy pronto y Balfour Gardiner, Dios bendiga su corazón, me ha dado un regalo de despedida que consiste en el Queen's Hall, con la Queen's Hall Orchestra al completo durante todo el domingo por la mañana. Así que vamos a hacer Los planetas, y tú tienes que dirigir"». Hubo un estallido de actividad para preparar las cosas a tiempo. Las chicas de St Paul's ayudaron a copiar las partes orquestales y las mujeres de Morley y las chicas de St Paul's aprendieron la parte coral en el último movimiento.
La actuación se realizó el 29 de septiembre ante una audiencia invitada que incluía a Henry Wood y la mayoría de los músicos profesionales de Londres. Cinco meses después, cuando Holst estaba en Grecia, Boult presentó Los planetas al público en general, en un concierto en febrero de 1919; Holst le envió una larga carta llena de sugerencias, pero no logró convencerlo de que la suite debería tocarse en su totalidad. El director creía que alrededor de media hora de música tan radicalmente nueva era todo lo que el público podía absorber en la primera audición y en esa ocasión realizó sólo cinco de los siete movimientos.
Holst disfrutó de su tiempo en Salónica, desde donde pudo visitar Atenas, lo que lo impresionó enormemente. Sus funciones musicales eran muy variadas, llegando incluso a obligarle en alguna ocasión a tocar el violín en la orquesta local: «era muy divertido, pero me temo que yo no servía de mucho». Regresó a Inglaterra en junio de 1919.

### Posguerra

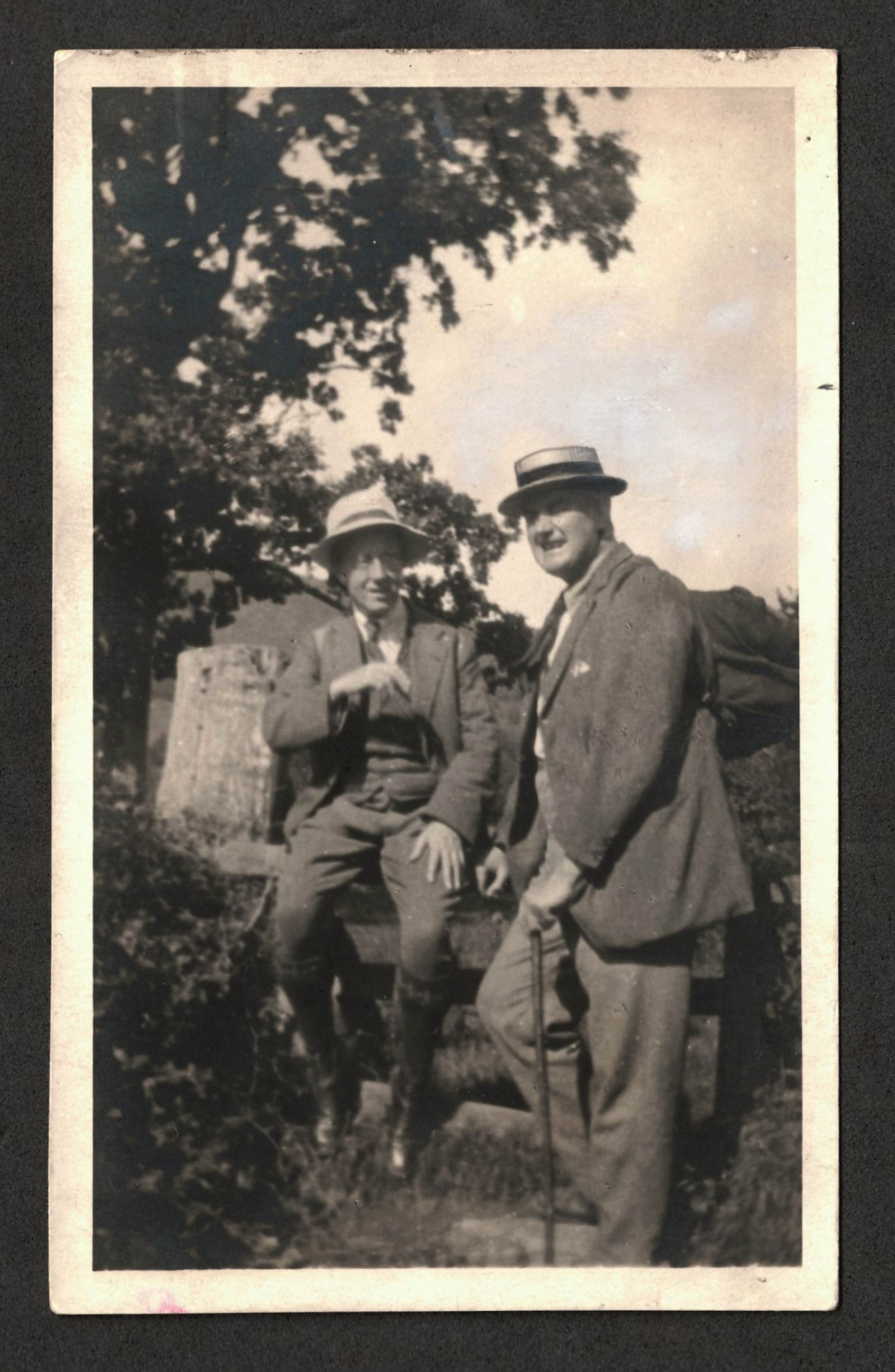
Holst y Vaughan Williams paseando en Malvern Hills en 1921.

A su regreso de Grecia, reanudó a su enseñanza y composición. Además de su trabajo existente, aceptó una cátedra de composición en la Universidad de Reading y se unió a Vaughan Williams para enseñar composición en su alma mater, el RCM. Inspirado por las clases de dirección de Adrian Boult en el RCM, Holst trató de ser pionero en la educación musical de las mujeres al proponer a la High Mistress of St Paul's Girls' School que debería invitar a Boult a dar clases en la escuela: «¡Sería glorioso si la SPGS resultara tener las únicas mujeres directoras del mundo!». En su habitación insonorizada en SPGS compuso Ode to Death, un arreglo de un poema de Whitman, que según Vaughan Williams es considerado por muchos como la obra coral más hermosa de Holst.
Holst, de unos cuarenta años, de repente se encontró solicitado. La Orquesta Filarmónica de Nueva York y la Orquesta Sinfónica de Chicago compitieron por ser los primeros en interpretar Los planetas en Estados Unidos. El éxito de esa obra fue seguido en 1920 por una recepción entusiasta de The Hymn of Jesus, descrito en The Observer como «una de las piezas de expresión coral y orquestal más brillantes y sinceras que se han escuchado durante algunos años». The Times lo llamó «sin duda la obra coral más sorprendentemente original que se ha producido en este país durante muchos años».
Para su sorpresa y consternación, Holst se estaba volviendo famoso. La celebridad era algo totalmente ajeno a su naturaleza. Como dice el estudioso de la música Byron Adams, «luchó durante el resto de su vida para liberarse de la red de publicidad llamativa, la incomprensión del público y la envidia profesional tejida a su alrededor por este éxito no buscado». Rechazó honores y premios que se le ofrecieron y se negó a conceder entrevistas o firmar autógrafos.
La ópera cómica de Holst The Perfect Fool (1923) fue ampliamente vista como una sátira de Parsifal, aunque lo negó firmemente. La pieza, con Maggie Teyte en el papel principal de soprano y Eugene Aynsley Goossens dirigiendo, fue recibida con entusiasmo en su estreno en la Royal Opera House. En un concierto en Reading en 1923, Holst resbaló y cayó, por lo que sufrió una conmoción cerebral. Parecía tener una buena recuperación y se sintió dispuesto a aceptar una invitación a Estados Unidos para dar conferencias y dirigir en la Universidad de Míchigan. Después de su regreso, se encontró cada vez más requerido para dirigir, preparar sus obras anteriores para su publicación y, como antes, para enseñar. La tensión causada por estas demandas sobre él fue demasiado grande; por orden del médico, canceló todos los compromisos profesionales durante 1924 y se retiró a Thaxted. En 1925 reanudó su trabajo en St Paul's Girls' School, pero no volvió a ninguno de sus otros puestos.

### Últimos años

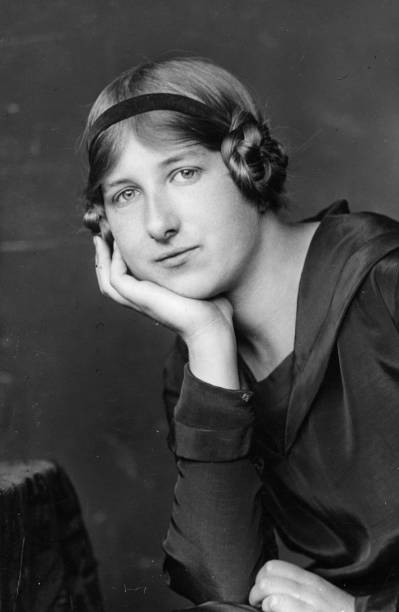
Imogen Holst, única hija del compositor, en 1921.

La productividad de Holst como compositor se benefició casi de inmediato de su liberación de otros trabajos. Sus obras de este período incluyen la Sinfonía coral con texto de John Keats (una Segunda sinfonía coral con texto de George Meredith existe sólo en fragmentos). Siguió una breve ópera de Shakespeare, At the Boar's Head. Ninguna de ellas tuvo el atractivo popular inmediato de A Moorside Suite para banda de música de 1928.
En 1927, la Orquesta Sinfónica de Nueva York le encargó que escribiera una sinfonía. En cambio, escribió la pieza orquestal Egdon Heath, inspirada en el Wessex de Thomas Hardy. Se interpretó por primera vez en febrero de 1928, un mes después de la muerte de Hardy, en un concierto conmemorativo. Para entonces, el breve entusiasmo del público por todo lo relacionado con Holst se estaba desvaneciendo y la pieza no fue bien recibida en Nueva York. Olin Downes en The New York Times opinó que «la nueva partitura parecía larga y mediocre». El día después de la actuación estadounidense, Holst dirigió la Orquesta de la Ciudad de Birmingham en el estreno británico. The Times reconoció la desolación de la obra, pero admitió que coincidía con la sombría visión del mundo de Hardy: «No es probable que Egdon Heath sea popular, pero dice lo que el compositor quiere decir, nos guste o no, y la verdad es un aspecto del deber». Holst se había sentido angustiado por las críticas hostiles de algunas de sus primeras obras, pero era indiferente a la opinión crítica de Egdon Heath, que consideraba, en palabras de Adams, su «composición más perfectamente realizada».
Hacia el final de su vida, escribió Fantasía coral (1930) y la BBC le encargó que escribiera una pieza para banda militar; el preludio y el scherzo resultantes de Hammersmith fueron un homenaje al lugar donde había pasado la mayor parte de su vida. El compositor y crítico Colin Matthews considera la obra «tan intransigente a su manera como Egdon Heath, descubriendo, en palabras de Imogen Holst, "en medio de un Londres superpoblado... la misma tranquilidad que había encontrado en la soledad de Egdon Heath"». La obra fue estrenada en un concierto que también contó con el estreno en Londres de Belshazzar's Feast de William Walton, por lo que fue algo eclipsada.
Holst escribió una partitura para una película británica, The Bells (1931), y le divirtió ser reclutado como extra en una escena de multitud. Tanto la película como la partitura se encuentran perdidas. Escribió una «pieza de banda de jazz» que Imogen luego arregló para orquesta como Capriccio. Habiendo compuesto óperas a lo largo de su vida con éxito variable, Holst encontró para su última ópera, The Wandering Scholar, lo que Matthews denomina «el medio adecuado para su sentido del humor oblicuo, escribiendo con economía y franqueza».

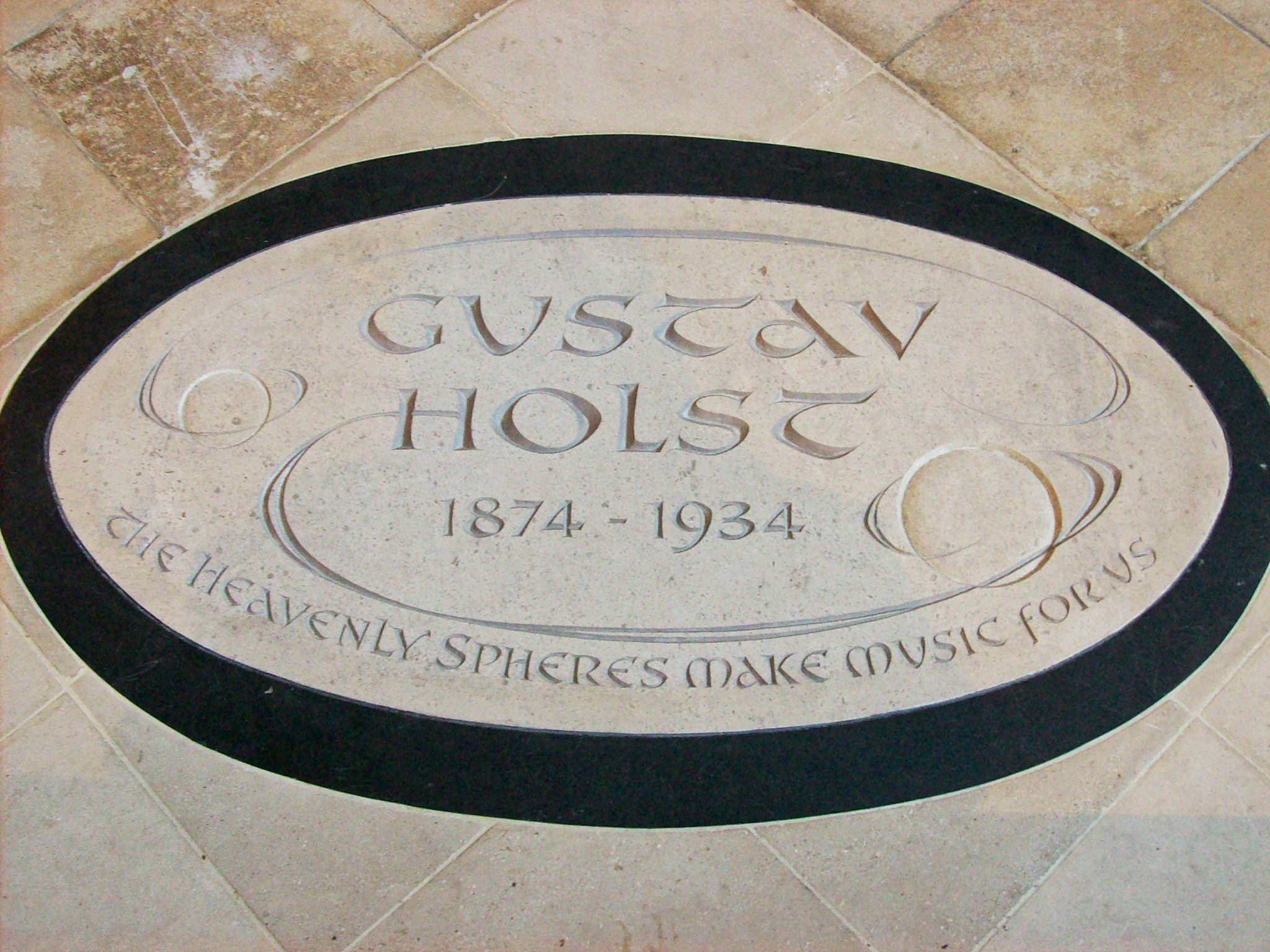
Holst memorial en la Catedral de Chichester.

La Universidad de Harvard le ofreció una cátedra durante los primeros seis meses de 1932. Al llegar a través de Nueva York, se sintió complacido de reunirse con su hermano, Emil, cuya carrera como actor bajo el nombre de Ernest Cossart lo había llevado a Broadway; pero Holst estaba consternado por las continuas atenciones de los fotógrafos y entrevistadores de prensa. Disfrutó de su tiempo en Harvard, pero enfermó mientras estaba allí: una úlcera duodenal lo postró durante algunas semanas. Regresó a Inglaterra, acompañado brevemente por su hermano, para pasar unas vacaciones juntos en los Cotswolds. Su salud empeoró y se alejó aún más de las actividades musicales. Uno de sus últimos esfuerzos fue guiar a las jóvenes intérpretes de la orquesta de la St Paul's Girls' School a través de una de sus composiciones finales, Brook Green Suite, en marzo de 1934.
Holst falleció en Londres el 25 de mayo de 1934, a la edad de 59 años, de insuficiencia cardíaca tras una operación de úlcera. Sus cenizas fueron enterradas en la Catedral de Chichester en Sussex, cerca del monumento a Thomas Weelkes, su compositor Tudor favorito. El obispo George Bell pronunció la oración conmemorativa en el funeral y Vaughan Williams dirigió la música de Holst y la suya propia.

## Obra

### Estilo
La absorción de Holst de la canción popular, no sólo en el sentido melódico, sino en términos de su simplicidad y economía de expresión, ayudó a desarrollar un estilo que muchos de sus contemporáneos, incluso admiradores, encontraron austero y cerebral. Esto es contrario a la identificación popular de Holst con Los planetas, que Matthews cree que ha enmascarado su condición de compositor de originalidad genuina. Contra las acusaciones de frialdad en la música, Imogen cita las características «melodías modales de barrido que se mueven tranquilizadoramente por encima de los pasos de un bajo descendente» de su padre, mientras que Michael Kennedy señala los doce arreglos de Humbert Wolfe de 1929 y los doce de canciones populares galesas para coro sin acompañamiento de 1930-1931, como obras de verdadera calidez.
Muchas de las características que empleó (compases no convencionales, escalas ascendentes y descendentes, ostinato, bitonalidad y politonalidad ocasional) lo distinguen de otros compositores ingleses. Vaughan Williams comentó que Holst siempre decía en su música lo que deseaba decir, de manera directa y concisa; «No tuvo miedo de ser obvio cuando la ocasión lo requería, ni dudó en ser remoto cuando la lejanía expresaba su propósito». Kennedy ha conjeturado que la economía de estilo de Holst fue en parte producto de la mala salud del compositor: «el esfuerzo de escribirlo obligó a una economía artística que algunos creyeron que fue llevada demasiado lejos». Sin embargo, como instrumentista experimentado y miembro de orquesta, entendía la música desde el punto de vista de sus intérpretes y se aseguraba de que, por desafiantes que fueran, sus partes siempre fueran practicables. Según su alumna Jane Joseph, Holst fomentó en la actuación «un espíritu de camaradería práctica... nadie podría saber mejor que él el aburrimiento posible para un músico profesional y la música que hacía imposible el aburrimiento».

### Composiciones

#### Primeras obras
Aunque Holst escribió una gran cantidad de obras, en particular canciones, durante su época de estudiante y su edad adulta temprana, casi todo lo que escribió antes de 1904 lo clasificó más tarde como «primeros horrores» derivados. Sin embargo, el compositor y crítico Colin Matthews reconoce incluso en estas obras de aprendiz un «estilo orquestal instintivo». De las pocas piezas de este período que demuestran cierta originalidad, Matthews señala el Trío de cuerdas en sol menor de 1894 (no interpretado hasta 1974) como la primera obra derivada producida por el compositor. Matthews e Imogen Holst destacan cada uno el movimiento «Elegy» en The Cotswold Symphony (1899-1900) como una de las obras de aprendiz más logradas e Imogen discierne destellos del verdadero yo de su padre en la Suite de ballet de 1899 y el Ave María de 1900. Ella y Matthews han afirmado que Holst encontró su voz genuina en su escenario de los versos de Whitman, The Mystic Trumpeter (1904), en los que se anticipan brevemente los toques de trompeta que caracterizan a «Marte» en Los planetas. En esta obra, Holst emplea por primera vez la técnica de la bitonalidad: el uso de dos tonalidades simultáneamente.

#### Años experimentales
A principios del siglo XX, según Matthews, parecía que Holst podría seguir a Arnold Schönberg hacia el Romanticismo tardío. En cambio, como Holst reconoció más tarde, su encuentro con Dido y Eneas de Purcell lo impulsó a buscar un «idioma musical de la lengua inglesa»; el renacimiento de la canción popular se convirtió en un catalizador adicional para que Holst buscara inspiración en otras fuentes durante aproximadamente la primera década del nuevo siglo.

##### Período indio
El interés de Holst por la mitología hinduista, compartido por muchos de sus contemporáneos, se hizo musicalmente evidente por primera vez en la ópera Sita (1901-1906). Durante la larga gestación de la ópera, trabajó en otras piezas de temática india. Estas incluyeron Maya (1901) para violín y piano, considerada por el compositor y escritor Raymond Head como «una pieza de salón insípida cuyo lenguaje musical se acerca peligrosamente a Stephen Adams». Luego, a través de Vaughan Williams, Holst descubrió y se convirtió en un admirador de la música de Maurice Ravel, a quien consideraba un «modelo de pureza» al nivel de Joseph Haydn, otro compositor al que apreciaba mucho.
La influencia combinada de Ravel, el espiritualismo hindú y las melodías populares inglesas le permitieron ir más allá de las influencias de Wagner y Richard Strauss, que en su día lo consumían todo, y forjar su propio estilo. Imogen Holst ha reconocido la propia sugerencia de Holst (escrita a Vaughan Williams): «[O] uno debe seguir a Wagner hasta que te lleve a cosas nuevas». Ella señala que aunque gran parte de su grand opera, Sita, es «"buenos y viejos gritos wagnerianos"... hacia el final se produce un cambio en la música y las frases bellamente tranquilas del coro oculto que representa la Voz de la Tierra están en el propio idioma de Holst».
Según Rubbra, la publicación en 1911 de los Rig Veda Hymns de Holst fue un hito en el desarrollo del compositor: «Antes de esto, la música de Holst, de hecho, había mostrado la claridad de expresión que siempre ha sido su característica, pero armónicamente había poco para destacarlo como una figura importante en la música moderna». Dickinson describe estos escenarios védicos como pictóricos más que religiosos; aunque la calidad es variable, los textos sagrados claramente «tocaron resortes vitales en la imaginación del compositor». Si bien la música de los versos indios de Holst mantuvo un carácter generalmente occidental, en algunos de los escenarios védicos experimentó con raga (escalas) indias.
La ópera de cámara Savitri (1908) está escrita para tres voces solistas, un pequeño coro femenino oculto y una combinación instrumental de dos flautas, un corno inglés y un cuarteto de cuerdas doble. El crítico musical John Warrack comenta sobre la «extraordinaria sutileza expresiva» con la que Holst despliega las escasas fuerzas: «... [L]as dos líneas vocales no acompañadas que abren la obra transmiten hábilmente la relación entre la Muerte, que avanza constantemente a través del bosque, y Savitri, sus asustadas respuestas revoloteando a su alrededor, incapaz de escapar de su atracción armónica». Head describe la obra como única en su época por su compacta intimidad y lo considera el intento más exitoso de Holst de acabar con el dominio del cromatismo wagneriano en su música. Dickinson lo considera un paso significativo, «no hacia la ópera, sino hacia una búsqueda idiomática de la visión [de Holst]». De los textos de Kalidasa, Dickinson descarta The Cloud Messenger (1910-1912) como una «acumulación de incidentes inconexos, episodios dramáticos oportunistas y efusiones de éxtasis» que ilustran la confusión creativa del compositor durante ese período; Two Eastern Pictures (1911), en opinión de Dickinson, proporcionan «una impresión final más memorable de Kalidasa».

##### Canción folclórica y otras influencias
Las configuraciones de textos indios de Holst formaron sólo una parte de su producción compositiva en el período de 1900 a 1914. Un factor muy significativo en su desarrollo musical fue el renacimiento de la canción popular inglesa, evidente en la suite orquestal A Somerset Rhapsody (1906-1907), una obra que originalmente se basaría en once temas de canciones populares, y que se redujo más tarde a cuatro. Al observar el parentesco de la obra con Norfolk Rhapsody de Vaughan Williams, Dickinson comenta que, con su firme estructura general, la composición de Holst «se eleva más allá del nivel de... una selección de canciones». Imogen reconoce que el descubrimiento de su padre de canciones populares inglesas «transformó su escritura orquestal», así como que la composición de A Somerset Rhapsody hizo mucho por desterrar los cromatismos que habían dominado sus primeras composiciones. En Two Songs Without Words de 1906, demostró que podía crear su propia música original utilizando el idioma popular. Una canción popular orquestal de fantasía Songs of the West, también escrita en 1906, fue retirada por el compositor y nunca publicada, aunque surgió en la década de 1980 en forma de un arreglo de James Curnow para banda de viento.
En los años previos a la Primera Guerra Mundial, compuso en una variedad de géneros. Matthews considera la evocación de un pueblo norteafricano en la suite Beni Mora de 1908, la obra más individual del compositor hasta la fecha; el tercer movimiento da un adelanto del minimalismo en su constante repetición de un tema de cuatro compases. Escribió dos suites para banda militar, en mi♭ (1909) y fa mayor (1911) respectivamente, la primera de las cuales se convirtió y sigue siendo un elemento básico de la banda de música. Esta pieza, una obra musical muy original y sustancial, fue una señal de desviación de lo que Short describe como «las transcripciones y selecciones operísticas habituales que impregnaban el repertorio de la banda». También en 1911 escribió Hecuba's Lament, un escenario de la traducción de Gilbert Murray de Eurípides construido sobre un estribillo de siete tiempos diseñado, según Dickinson, para representar el desafío de Hécuba a la ira divina. En 1912, Holst compuso dos arreglos de salmos, en los que experimentó con el canto llano. El mismo año vio la perdurablemente popular St Paul's Suite (una pieza «alegre, pero retrógrada» de acuerdo a Dickinson) y el fracaso de su obra orquestal a gran escala Phantastes.

#### Máximo apogeo

##### Los planetas
Holst concibió la idea de Los planetas en 1913, en parte como resultado de su interés por la astrología y también de su determinación, a pesar del fracaso de Phantastes, de producir una obra orquestal a gran escala. El formato elegido pudo haber estado influido por Cinco piezas para orquesta de Schönberg y comparte algo de la estética, sugiere Matthews, de los Nocturnos o La mer de Claude Debussy. Comenzó a componer Los planetas en 1914; los movimientos no aparecieron del todo en su secuencia final; «Marte» fue el que primero escribió, seguido de «Venus» y «Júpiter». «Saturno», «Urano» y «Neptuno» los compuso durante 1915, y «Mercurio» lo completó en 1916.
Cada planeta está representado con un carácter distinto; Dickinson observa que «ningún planeta toma prestado el color de otro». En «Marte», una célula rítmica persistente y desigual que consta de cinco tiempos, combinada con toques de trompeta y disonancia armónica proporciona música de batalla que, según Short, es única en su expresión de violencia y puro terror, «... la intención de Holst es para retratar la realidad de la guerra en lugar de glorificar los actos de heroísmo». En «Venus», incorporó música de una obra vocal abandonada, A Vigil of Pentecost, para proporcionar la apertura; el estado de ánimo predominante dentro del movimiento es de resignación pacífica y nostalgia. «Mercurio» está dominado por métricas irregulares y rápidos cambios de tema, para representar el veloz vuelo del mensajero alado. «Júpiter» es famosa por su melodía central, «Thaxted», en opinión de Dickinson «una relajación fantástica en la que muchos conservan un deleite lejos de ser furtivo». Dickinson y otros críticos han denunciado el uso posterior de la melodía en el himno patriótico «I Vow to Thee, My Country», a pesar de la total complicidad de Holst.
Para «Saturno», volvió a utilizar una pieza vocal compuesta previamente, Dirge and Hymeneal, como base para el movimiento, donde los acordes repetidos representan el implacable acercamiento de la vejez. «Urano», que sigue, tiene elementos de la Sinfonía fantástica de Hector Berlioz y El aprendiz de brujo de Paul Dukas, en su descripción del mago que «desaparece en una bocanada de humo cuando el ímpetu sonoro del movimiento disminuye de fff a ppp en el espacio de unos pocos compases». «Neptuno», el movimiento final, concluye con un coro femenino sin palabras que retrocede gradualmente, un efecto que Warrack compara con «la atemporalidad no resuelta ... nunca termina, ya que el espacio no termina, sino que se aleja hacia el silencio eterno». Además de su concesión con «I Vow to Thee, My Country», Holst insistió en la unidad de toda la obra y se opuso a la representación de movimientos individuales. Sin embargo, Imogen escribió que la pieza «había sufrido por ser citada en fragmentos como música de fondo».

##### Madurez
Durante y después de la composición de Los planetas, escribió o arregló numerosas obras vocales y corales, muchas de ellas para los festivales de Pentecostés en Thaxted en tiempos de guerra (1916-1918). Incluyen las Six Choral Folksongs de 1916, basadas en melodías de West Country, de las cuales Dickinson considera que «Swansea Town», con su «tono sofisticado», es la más memorable. Holst restó importancia a esa música como «una forma limitada de arte» en la que «los gestos son casi inevitables»; el compositor Alan Gibbs, sin embargo, cree que el conjunto de Holst es al menos igual a las Five English Folk Songs de 1913 de Vaughan Williams.
Su primera obra importante después de Los planetas fue Hymn of Jesus, completada en 1917. Las palabras son de un texto gnóstico, los apócrifos Hechos de San Juan, en el que utilizó una traducción del griego que el propio compositor preparó con la ayuda de Clifford Bax y Jane Joseph. Head comenta sobre el carácter innovador de la obra: «De un golpe, Holst había dejado de lado el oratorio sentimental victoriano y eduardiano, y creó el precursor del tipo de obras que John Tavener, por ejemplo, escribiría en la década de 1970». Matthews ha escrito que su calidad «extática» se corresponde con la música inglesa  «quizás sólo con The Vision of Saint Augustine de Tippett»; los elementos musicales incluyen canto llano, dos coros distanciados entre sí para enfatizar el diálogo, episodios de danza y «dislocaciones explosivas de cuerdas».
En Ode to Death (1918-1919), Matthews ve el estado de ánimo tranquilo y resignado como un «cambio de actitud abrupto» después de la espiritualidad que mejora la vida de Hymn of Jesus. Warrack se refiere a su tranquilidad distante; Imogen Holst creía que la obra expresaba la actitud privada de su padre hacia la muerte. La pieza rara vez se ha interpretado desde su estreno en 1922, aunque el compositor Ernest Walker pensaba que era la mejor obra de Holst hasta esa fecha.
El influyente crítico Ernest Newman consideró The Perfect Fool «la mejor de las óperas británicas modernas», pero su duración inusualmente corta (alrededor de una hora) y su naturaleza paródica y caprichosa, descrita por The Times como «un rompecabezas brillante», lo puso fuera de la corriente principal de la ópera. Sólo la música de ballet de la ópera, que The Times denominó «la cosa más brillante en una obra que reluce con momentos brillantes», se ha interpretado regularmente desde 1923. El libreto de Holst atrajo muchas críticas, aunque Edwin Evans comentó sobre el raro placer en la ópera de poder escuchar las palabras que se cantan.

#### Últimas obras
Antes de su obligado descanso en 1924, Holst demostró un nuevo interés por el contrapunto, en su Fugal Overture de 1922 para orquesta completa y el neoclásico Fugal Concerto de 1923, para flauta, oboe y cuerdas. En su última década, mezcló arreglos de canciones y piezas menores con obras importantes y nuevas salidas ocasionales; Imogen cita el Terzetto de 1925 para flauta, violín y oboe, cada instrumento tocando en una tonalidad diferente, como la única obra de cámara exitosa de Holst. De la Sinfonía coral completada en 1924, Matthews escribe que, después de varios movimientos de verdadera calidad, el final es un anticlímax incoherente. Su penúltima ópera, At the Boar's Head (1924), está basada en escenas de taberna de Enrique IV de Shakespeare, partes 1 y 2. La música, que se deriva en gran medida de antiguas melodías inglesas extraídas de Cecil Sharp y otras colecciones, tiene ritmo y brío;. el crítico contemporáneo Harvey Grace descartó la falta de originalidad, una faceta que, según él, «puede mostrarse de manera no menos convincente por el manejo del material por parte de un compositor que por su invención».
Egdon Heath (1927) fue la primera gran obra orquestal de Holst después de Los planetas. Matthews resume la música como «evasiva e impredecible [con] tres elementos principales: una melodía errante sin pulso [para cuerdas], una triste procesión de metales y música inquieta para cuerdas y oboe». El misterioso baile hacia el final es, dice Matthews, «el momento más extraño de una obra extraña». Richard Greene en Music & Letters describe la pieza como «una danza larghetto en un ritmo siciliano con una melodía balanceante simple, paso a paso», pero carente del poder de Los planetas y, a veces, monótona para el oyente. A Moorside Suite para banda de música fue un éxito más popular, escrita como pieza de prueba para los campeonatos del Festival Nacional de Bandas de Música de 1928. Si bien está compuesta dentro de las tradiciones de la música de banda de música del norte del país, la suite, dice Short, lleva la impronta inconfundible del compositor, «desde el saltante 6
8 del "Scherzo" de apertura, a los vigorosos cuartos melódicos de la "Marcha" final, el "Nocturno" intermedio tiene un parecido familiar con la lenta procesión de "Saturno"». A Moorside Suite ha sido objeto de un importante revisionismo en el artículo Symphony Within: rehearing Holst's "A Moorside Suite" de Stephen Arthur Allen en la edición de invierno de 2017 de The Musical Times. Al igual que con Egdon Heath, encargado como una sinfonía, el artículo revela la naturaleza sinfónica de esta obra de banda de música.
Después de esto, Holst abordó su último intento de ópera en un estilo alegre, con The Wandering Scholar (1929-1930), con texto de Clifford Bax. Imogen se refiere a la música como «Holst en su mejor momento en un estado de ánimo scherzando (juguetón)»; Vaughan Williams comentó sobre los ritmos alegres y folclóricos: «¿Crees que hay demasiado 6
8 en la ópera?». Short observa que el motivo de apertura hace varias reapariciones sin identificarse con un personaje en particular, pero impone unidad musical a la obra.
Holst compuso pocas obras a gran escala en sus últimos años. Escribió una Fantasía coral en 1930 para el Three Choirs Festival en Gloucester; la obra comienza y termina con una soprano solista, que también incluye coros, cuerdas, metales y percusión, un sustancial solo de órgano que, dice Imogen Holst, «sabe algo de la "colosal y misteriosa" soledad de Egdon Heath». Aparte de su última sinfonía incompleta, sus obras restantes fueron para elencos menores; los ocho cánones de 1932 estaban dedicados a sus alumnos, aunque, en opinión de Imogen, representan un desafío formidable para el cantante más profesional. La suite Brook Green(1932), escrita para la orquesta de St Paul's School, fue una pieza tardía que acompañó a la St Paul's Suite. El Lyric Movement para viola y pequeña orquesta (1933) lo escribió para Lionel Tertis. Tranquila y contemplativa, y que requería poco virtuosismo por parte del solista, la pieza tardó en ganar popularidad entre los violistas. Robin Hull, en Penguin Music Magazine, elogió la «clara belleza de la obra, imposible de confundir con el arte de cualquier otro compositor»; en opinión de Dickinson, sin embargo, sigue siendo «una creación frágil». La composición final de Holst, el movimiento de scherzo orquestal de una sinfonía proyectada, contiene rasgos característicos de gran parte de su música anterior: «un resumen del arte orquestal de Holst», según Short. Dickinson sugiere que la colección algo casual de material en la obra da poca indicación de la sinfonía que podría haberse escrito.

## Grabaciones
Holst hizo algunas grabaciones, en las que dirigió su propia música. Para Columbia Graphophone Company grabó Beni Mora, Marching Song y Los planetas completos con la Orquesta Sinfónica de Londres en 1922, utilizando el proceso acústico. Las limitaciones de las primeras grabaciones impidieron el fundido gradual de las voces de las mujeres al final de «Neptuno» y las cuerdas inferiores tuvieron que ser reemplazadas por una tuba para obtener un sonido de bajo efectivo. Con una orquesta de cuerdas anónima, grabó St Paul's Suite y Country Song en 1925. El principal rival de Columbia, HMV, publicó grabaciones de parte del mismo repertorio, con una orquesta anónima dirigida por Albert Coates. Cuando llegó la grabación eléctrica, con una calidad de grabación drásticamente mejorada, Holst y la Orquesta Sinfónica de Londres volvieron a grabar Los planetas para Columbia en 1926.
A principios de la era de los LP, poca música de Holst estaba disponible en disco. Sólo seis de sus obras se enumeran en la edición de 1955 de The Record Guide: Los planetas (grabaciones con Boult en HMV y Nixa, y otra con Malcolm Sargent en Decca); la música de ballet The Perfect Fool; St Paul's Suite y tres piezas corales cortas. En las eras de LP y CD estéreo, se emitieron numerosas grabaciones de Los planetas, interpretadas por orquestas y directores de todo el mundo. En los primeros años del siglo XXI, la mayoría de las obras orquestales y corales principales y muchas de las menores se habían publicado en disco. La edición de 2008 de The Penguin Guide to Recorded Classical Music contenía siete páginas de listados de las obras de Holst en CD. De las óperas, se han grabado Savitri, The Wandering Scholar y At the Boar's Head.

## Legado

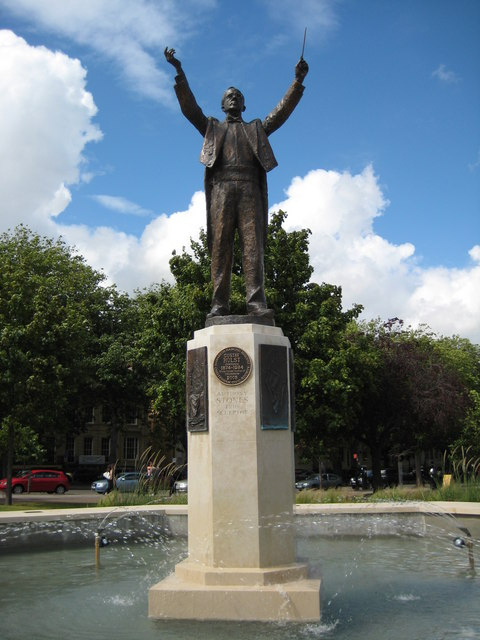
Estatua de la fuente Gustav Holst en Cheltenham.

Warrack enfatiza que Holst adquirió una comprensión instintiva, quizás más que cualquier compositor inglés, de la importancia de la canción popular. En él encontró «un nuevo concepto no sólo de cómo se puede organizar la melodía, sino de cuáles eran las implicaciones para el desarrollo de un lenguaje artístico maduro». Holst no fundó ni dirigió una escuela de composición; sin embargo, ejerció influencias tanto sobre sus contemporáneos como sobre sus sucesores. Según Short, Vaughan Williams lo describió como «la mayor influencia en mi música», aunque Matthews afirma que cada uno influyó al otro por igual. Entre los compositores posteriores, Short reconoce a Michael Tippett como el «sucesor artístico más importante» de Holst, tanto en términos de estilo compositivo como porque Tippett, quien lo sucedió como director de música en Morley College, mantuvo allí el espíritu de su música. De un encuentro temprano con Holst, Tippett escribió más tarde: «Holst parecía mirar dentro de mí, con una aguda visión espiritual». Kennedy observa que «una nueva generación de oyentes... reconoció en Holst la fuente de mucho de lo que admiraban en la música de Britten y Tippett». El alumno de Holst, Edmund Rubbra, reconoció cómo él y otros compositores ingleses más jóvenes habían adoptado la economía de su estilo: «Con qué entusiasmo redujimos nuestra música hasta los huesos». Además, afirmó:

[Holst's] influence is lasting in the work of all of us who value directness and sincerity and who view music not so much a secret preserve for the leisured few as a vital part of everyday life.
La influencia [de Holst] es duradera en el trabajo de todos los que valoramos la franqueza y la sinceridad y que vemos la música no tanto como un coto secreto para unos pocos ociosos, sino como una parte vital de la vida cotidiana.

Short cita a otros compositores ingleses que están en deuda con Holst, en particular William Walton y Benjamin Britten, y sugiere que su influencia puede haberse sentido más lejos. Sobre todo, Short reconoce a Holst como un compositor para la gente, que creía que era el deber de un compositor proporcionar música para fines prácticos: festivales, celebraciones, ceremonias, villancicos navideños o melodías de himnos simples. Por lo tanto, afirma, «muchas personas que quizás nunca hayan escuchado ninguna de las obras principales [de Holst] ... sin embargo, han obtenido un gran placer al escuchar o cantar obras maestras tan pequeñas como el villancico "In the Bleak Midwinter"».

### En la cultura popular
El 27 de septiembre de 2009, después de un fin de semana de conciertos en la catedral de Chichester en memoria de Holst, se inauguró un nuevo monumento para conmemorar el 75 aniversario de la muerte del compositor. Está inscrito con palabras del texto de Hymn of Jesus: «Las esferas celestiales hacen música para nosotros». En abril de 2011, un documental de televisión de la BBC, Holst: In the Bleak Midwinter, trazó la vida del compositor con particular referencia a su apoyo al socialismo y la causa de los trabajadores. El lugar de nacimiento de Holst, 4 Pittville Terrace (más tarde conocido como 4 Clarence Road) en Pittville (Cheltenham) es ahora un museo en su honor y está abierto a los visitantes.
Se ha usado la música de Gustav Holst en más de 150 películas y programas de televisión. En Mercurio, el cráter de impacto Holst recibe su nombre en honor al compositor, aprobado por la Unión Astronómica Internacional en 2012, así como el asteroide (3590) Holst, perteneciente al cinturón de asteroides y descubierto el 5 de febrero de 1984 por Edward Bowell.